# ブヘラのカルバゾール合成
ブヘラのカルバゾール合成（ブヘラのカルバゾールごうせい、Bucherer carbazole synthesis）とは、亜硫酸水素ナトリウムを使い、ナフトールとアリールヒドラジンからカルバゾール類を合成する化学反応である。この反応はハンス・ブヘラにちなんで命名された。